# Hyparpax aonides
Hyparpax aonides är en fjärilsart som beskrevs av John Kern Strecker 1899. Hyparpax aonides ingår i släktet Hyparpax och familjen tandspinnare. Inga underarter finns listade i Catalogue of Life.